# X86-64

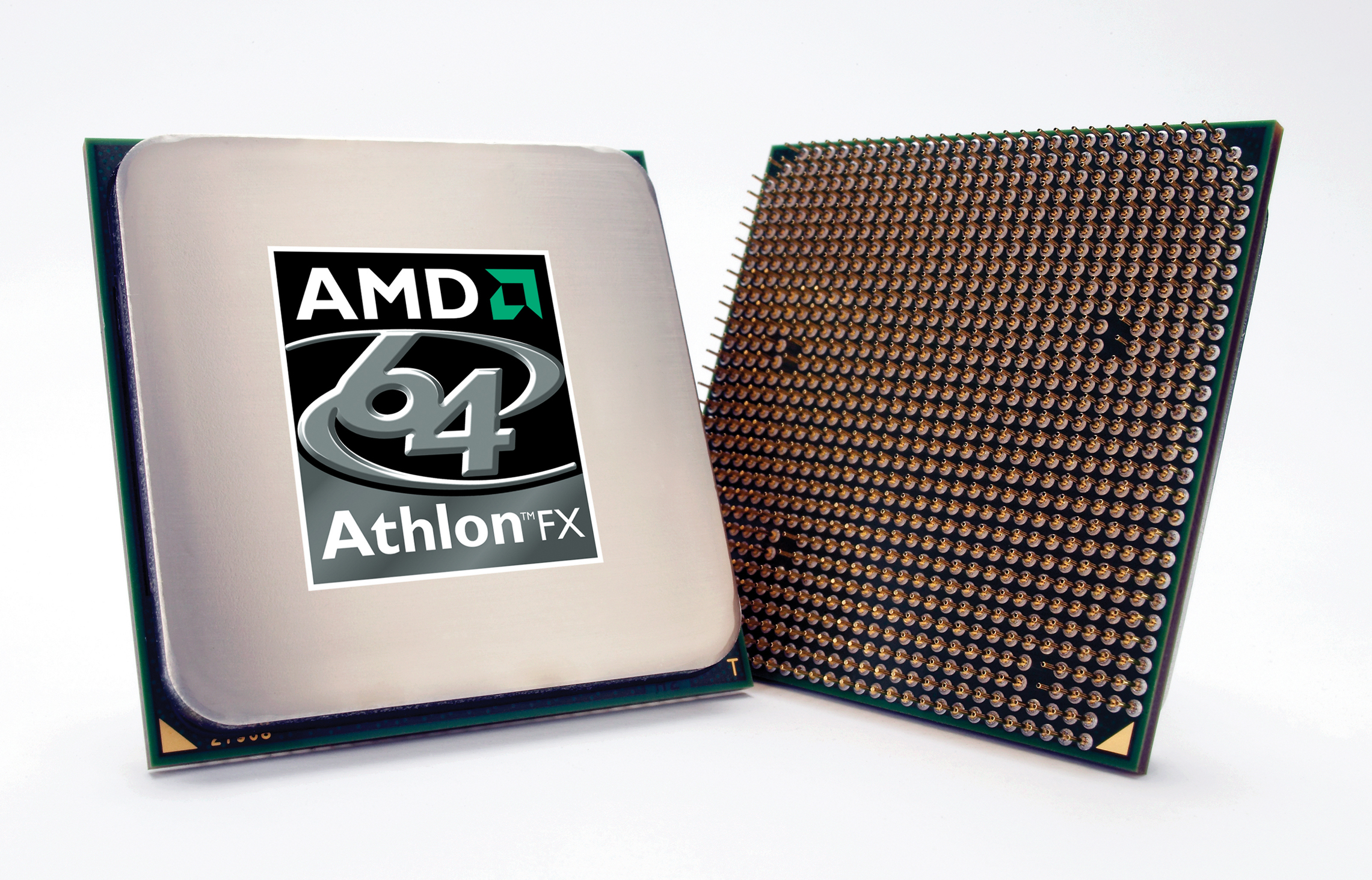
پردازنده ی ای ام دی (آتلون۶۴) با معماری ۶۴ بیتی

معماری ایکس۶۴ (با نمادهای x64، x86_64،x86-64 و amd64) یک نسخهٔ ۶۴ بیتی از مجموعه دستورالعمل‌های به کار رفته در معماری اکس۸۶ است. این معماری رایانه‌ای از حجم بسیار بالاتری از حافظه مجازی و انبارش داده رایانه‌ای پشتیبانی می‌کند که در معماری‌های گذشته امکان‌پذیر نبود. ایکس۶۴ از ثبات‌های عمومی ۶۴ بیتی نیز پشتیبانی می‌کند و بهبودهای بسیاری دیگری نیز یافته‌است.
معماری ایکس۸۶–۶۴ دارای سازگاری عقبرو با کدهای ۱۶ بیتی و ۳۲ بیتی ایکس۸۶ است. از آنجایی که امکان اجرای این کدها در سطح سخت‌افزار پیاده‌سازی شده‌است، نیازی به استفاده از امولاتور نیست و پرونده‌های اجراپذیر ایکس۸۶ بدون مشکلی در زمینهٔ سازگاری یا کاهش کارایی اجرا می‌شوند. با این وجود نرم‌افزارهای کاربردی‌ای که برای استفاده از ویژگی‌های معماری جدید نوشته شده باشند می‌توانند به کارایی بیشتری دست یابند.

## نام‌گذاری
ایکس۶۴ نخستین‌بار توسط ای‌ام‌دی گسترش یافت و سپس توسط اینتل و وی‌آی‌ای نیز به کار گرفته شد. ای‌ام‌دی در زمان معرفی این معماری عنوان ای‌ام‌دی۶۴ (AMD64) را برای آن در نظر گرفت اما اینتل در ابتدا از IA-32e و EM64T استفاده کرد، تا اینکه در نهایت عنوان اینتل ۶۴ (Intel 64) را برگزید. برخی از شرکت‌ها همچون اپل از x86-64 یا x86_64 برای اشاره به این معماری استفاده می‌کنند در مقابل شرکت‌هایی همچون سان مایکروسیستمز (اوراکل کنونی) و مایکروسافت از عبارت x64 بهره می‌برند. در چندین توزیع لینوکس و بی‌اس‌دی همچنان از عنوان AMD64 استفاده می‌شود.